# Dominique Arnaud
Dominique Arnaud (Tarnos, 19 de septiembre de 1955-Dax, 20 de julio de 2016) fue un ciclista francés, profesional entre 1980 y 1991, cuyos mayores éxitos deportivos los logró en la Vuelta a España, donde conseguiría 3 victorias de etapa en sus diversas participaciones. 
Falleció a los 60 años el 20 de julio de 2016 víctima de un cáncer.

## Palmarés
| 1978 - Tour de l'Yonne 1980 - 1 etapa de la Vuelta a España 1982 - 1 etapa de la Vuelta a España 1983 - G. P. de la Villa de Rennes - Tour de Limousin 1985 - 1 etapa del Tour de Limousin - 1 etapa del Tour d'Armorique | 1986 - 1 etapa de la Volta a Cataluña 1987 - 1 etapa de la Vuelta a España - 1 etapa de la Vuelta a Andalucía 1990 - 1 etapa del Gran Premio de Midi Libre - 1 etapa del Tour de Vaucluse |

## Resultados en las grandes vueltas
| Carrera         | 1980 | 1981 | 1982 | 1983 | 1984 | 1985 | 1986 | 1987 | 1988 | 1989 | 1990 | 1991 |
| --------------- | ---- | ---- | ---- | ---- | ---- | ---- | ---- | ---- | ---- | ---- | ---- | ---- |
| Giro de Italia  | 32.º | -    | -    | -    | -    | -    | -    | -    | -    | -    | -    | -    |
| Tour de Francia | -    | 24.º | 36.º | 26.º | 54.º | 22.º | 76.º | Ab.  | 48.º | 30.º | -    | -    |
| Mundial en ruta | -    | -    | -    | -    | -    | -    | -    | -    | -    | -    | -    |      |

-: no participa 

Ab.: abandona

## Equipos
- Reynolds (1980)
- Wolber (1981-1983)
- La Vie Claire (1984-1985)
- Reynolds (1986-1989)
- Banesto (1990-1991)